# Heilgeistkirche (Abtshagen)

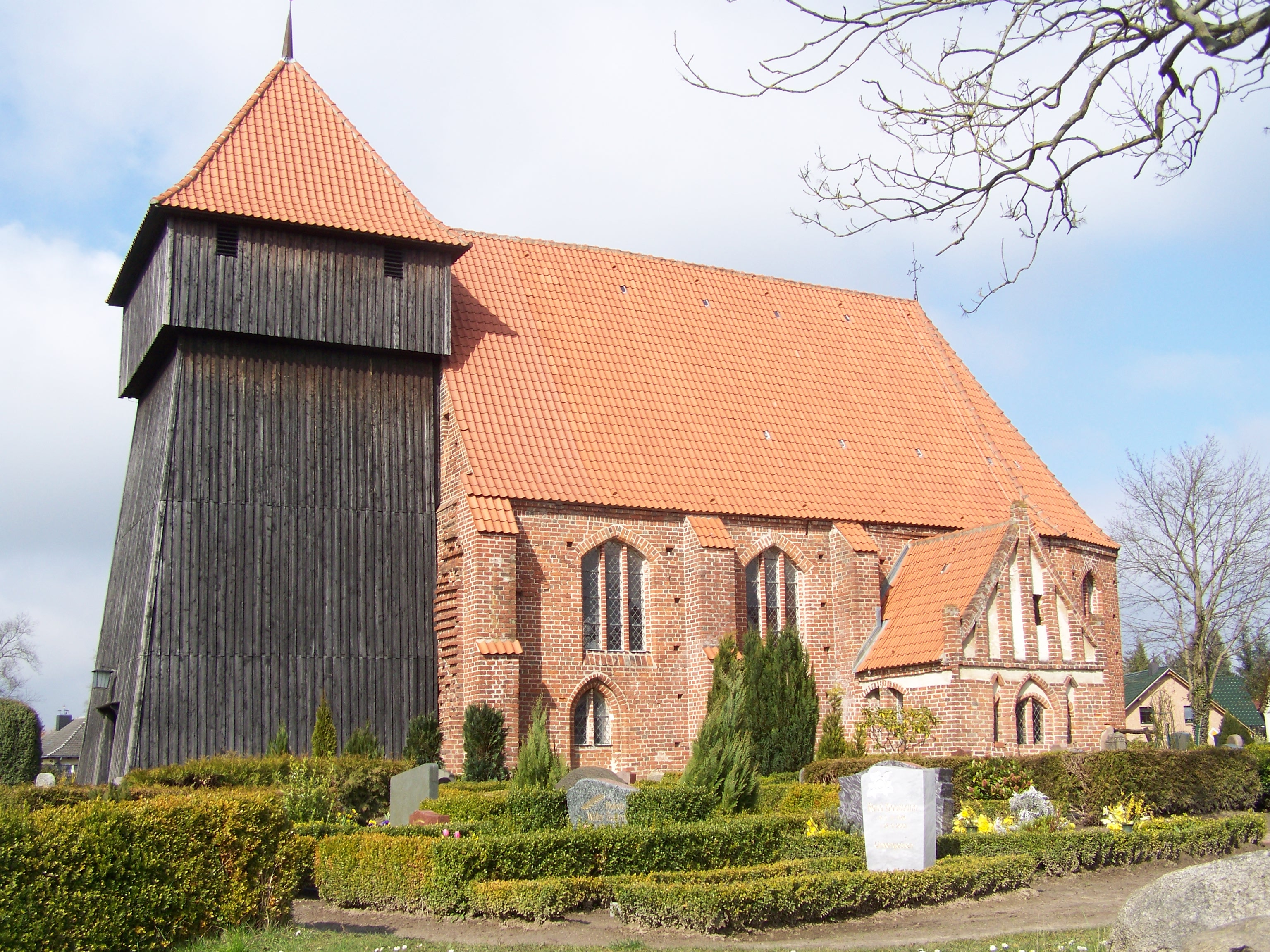
Heilgeistkirche in Abtshagen

Die Heilgeistkirche im Ortsteil Abtshagen der vorpommerschen Gemeinde Wittenhagen ist eine evangelische Kirche, deren älteste Teile aus dem 14. Jahrhundert stammen.

## Baubeschreibung
Das Kirchenschiff ist ein aus Backstein gemauerter, rechteckiger, vierjochiger Saal mit polygonalem Ostabschluss und einer Südsakristei. Am Schiff befinden sich abgetreppte Strebepfeiler. Die ursprünglichen Spitzbogenportale an der Nord- und der Südseite wurden zu Fenstern vermauert. Ein jüngeres Spitzbogenportal findet sich an der Nordseite. Die Fenster des Schiffs besitzen Mittelpfosten, die Fenster an der Südseite sind dreiteilig ausgeführt. Die Fenster zeigen eine Sonderform eines dreieckigen Spitzbogens mit senkrechtem Stabwerk, die bei der Marienkirche Stralsund und einigen anderen Kirchen der Umgebung (Kenz, Voigdehagen) auftritt.
Die an der Nordseite bis in halber Höhe gemauerte Feldsteinwand stammt wahrscheinlich von einem Vorgängerbau. Der Turm trägt einen Pyramidenhelm.

## Geschichte
Das Kirchenschiff und die Südsakristei stammen aus der zweiten Hälfte des 14. Jahrhunderts oder vom Beginn des 15. Jahrhunderts. Der Kirchturm im Westen besteht aus Holz und wurde 1667 errichtet, bei einem Brand im Jahr 1999 jedoch zerstört und im folgenden Jahr wieder aufgebaut.

## Ausstattung
Im Innenraum finden sich Kreuzrippengewölbe.
Ältestes Einrichtungsstück ist eine granitene Taufe aus dem 14. Jahrhundert. Es finden sich Grabplatten von 1794, 1801 und 1813.
Die aus dem Jahr 1843 stammende neugotische Ausstattung wurde teilweise wieder entfernt. Von dieser Ausstattung erhalten sind ein Kanzelaltar, eine Orgelempore, Emporen im westlichen Schiffsjoch und das Gestühl.

### Orgel

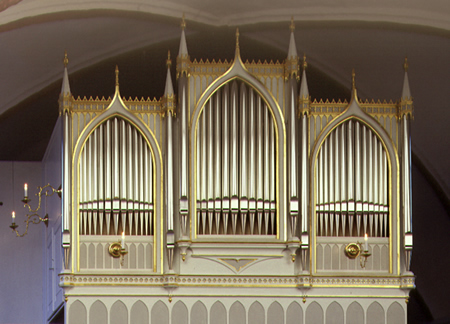
Orgel

Die Orgel, eine Buchholz-Orgel von 1842, wurde 2001 durch Rainer Wolter (Zudar) renoviert. Sie verfügt über acht Register in einem dreiteiligen, neugotischen Prospekt.

### Geläut
Im Kirchturm befindet sich eine Glocke, die aus dem Jahr 2000 stammt.

## Gemeinde
Die evangelische Kirchengemeinde gehört seit 2012 zur Propstei Stralsund im Pommerschen Evangelischen Kirchenkreis der Evangelisch-Lutherischen Kirche in Norddeutschland. Vorher gehörte sie zum Kirchenkreis Demmin der Pommerschen Evangelischen Kirche.

## Pastoren
- 1817–1859: Albert Theodor Wossidlo, wirkte auch als Schriftsteller